# デモ田中
デモ 田中（デモ たなか、1971年3月15日 - ）は、日本の監督、俳優である。
福岡県出身。東福岡高等学校卒業。血液型はB型、愛称はデモ。

## 略歴・人物
趣味は麻雀。好物はラーメン。
「デモ」の由来を説明するには3時間かかる。
映画監督の井口昇とは自主制作やアダルトビデオを監督していたころからの付き合いであり、多数の作品に携わっている。
「ダンプねえちゃんとホルモン大王」の音楽を担当したピラニア楽団のメンバーらと共にロックバンド「HydroZombies」を結成し（パートはヴォーカル）、楽曲が自身の出演した「ヘルドライバー」「ファッション・ヘル」の挿入歌に採用された。
2010年、東福岡高等学校仲間と田口浩正、農塚誓志、佐野昌樹、鶴西大空と演劇ライヴチーム『8343』（やさしさ）を結成した。
近年はバラエティー番組「オガッタ⁉」のディレクターを務める等活躍の幅を広げている。

## 出演作品

### テレビ
- アメリカABC放送「I Survived a Japanese Game Show」（2008年）- サヨナラ・モブ隊長
- MBS「古代少女ドグちゃん」第1話、第2話出演（2009年）
- MBS「古代少女隊ドグーンV」第1話（2010年）
- TVK 「ウルトラゾーン」（2011年 - 2012年）
- TVK「でんぱコネクション」井口昇監督作第1話（2012年）

### 舞台
- 大人計画 舞台映像「大人計画フェスティバル」（2006年）
- 大人計画 舞台映像「どぶの輝き」（2007年）

### MV
- sonyMV「THE50回転ズROCK’N’ROLL MAGIC」（2010年）

### 映画
- 映画「恋する幼虫」井口昇監督 （2004年）
- 映画「刑事まつりアトピー刑事」井口昇監督 （2004年）- 主役
- 映画「スピーカ−マン」西村喜廣監督（2004年）- 主役
- 映画「刑事まつりデカドローム」中平一史監督（2005年）- 主役
- 映画「おいら女蛮」井口昇監督 （2006年）
- 映画「東京残酷警察」西村喜廣監督 （2008年）
- 映画「ダンプねえちゃんとホルモン大王」藤原章監督（2008年）
- 映画「ロボゲイシャ」井口昇監督（2009年）
- 映画「ヘルドライバー」西村喜廣監督（2011年）
- 映画「電人ザボーガー」井口昇監督（2011年）
- 映画「はらぺこヤマガミくん」井口昇、西村喜廣監督（2011年）
- 映画「ゾンビアス」井口昇監督（2012年）
- 映画「デッド寿司」井口昇監督（2013年）
- 映画「ヌイグルマーZ」井口昇監督（2014年）
- 映画「進撃の巨人」樋口真嗣監督(2015年)

### その他
- 境界カメラ(ニコニコチャンネル、毎週金曜生配信中)

## 監督作品
- DVD特典映像「愛の井口昇劇場」DEMOREMIX（2003年）
- 映画「情け無用の刑事まつり 顔刑事」（2005年）
- DVD「THE SWANYS LIVE」（2006年）
- DVD特典映像「おいら女蛮」DEMOREMIX（2006年）
- sonyMV特典映像「THE50回転ズROCK’N’ROLL MAGIC」making of ROCK’N’ROLL MAGIC（2010年）
- DVD特典映像「古代少女ドグちゃん」ドグちゃん撮影全記録（2010年）
- DVD特典映像「HELL DRIVER」making of HELL DRIVER（2011年）
- DVD特典映像「富江 アンリミテッド」富江 アンリミテッドout take remix（2011年）
- DVD特典映像「電人ザボーガー」幸せの赤い電人（2012年）
- DVD特典映像「はらぺこヤマガミくん」DEMOREMIX（2012年）
- DVD特典映像「ゾンビアス」making of zombie ass（2013年）
- DVD特典映像「ライブ」making of ライブ、DVD特典映像「ヌイグルマーZ」making of ヌイグルマーZ(2014年)
- DVD特典映像「虎影」making of 虎影(2015年)
- DVD特典映像「でんぱコネクションフレンチ」でんぱコネクションフレンチメイキング(2015年)
- YouTube動画 福岡県観光推進キャンペーン「BLACK EXPRESS」(2015年)
- 映画「リリカルスクールの未知との遭遇」（2016年）

## ディレクター作品
- オガッタ!?
- 仙台市青葉区　かのおが便利軒（総合演出も担当）